# Arka'n
Arka'n es una banda togolesa de folk metal de Lomé, Golfe formada en 2009. Sus integrantes son miembros Mass Aholou (percusionista), Francis Amevo (bajista), Rock Ahavi (vocalista y guitarrista), Richard Cico (baterisa) y Enrico Ahavi (vocalista). Al parecer, es la única banda de metal actualmente activa en Togo. Lanzó su primer álbum «Zã Keli» en febrero de 2019. La banda frecuentemente usa instrumentos tradicionales como los tambores evù y djembe, y también el cencerro gankogui y las maracas de percusión axatse. Los vocalistas cantan en inglés, francés y ewe.